# Rolling Fork, Mississippi
Rolling Fork là một thành phố thuộc quận Sharkey, tiểu bang Mississippi, Hoa Kỳ. Năm 2010, dân số của thành phố này là 2 143 người.

## Dân số
- Dân số năm 2000: 2 486 người.
- Dân số năm 2010: 2 143 người.